# Linia kolejowa Kościerzyna – Gołubie Kaszubskie
Linia kolejowa Kościerzyna – Gołubie Kaszubskie – rozebrana normalnotorowa linia kolejowa łącząca Kościerzynę z Gołubiem Kaszubskim.

## Historia
Linię otwarto 1 października 1901 roku, jednak wyłącznie dla ruchu towarowego. Dla ruchu pasażerskiego linia została udostępniona dokładnie dwa miesiące później. Linię ostatecznie rozebrano 9 listopada 1930 roku. Na całej swojej długości była jednotorowa, o rozstawie szyn wynoszącym 1435 mm.